# Gelechia dyariella
Espèce
Gelechia dyariella est une espèce nord-américaine de lépidoptères (papillons) de la famille des Gelechiidae.

## Description
L'imago de Gelechia dyariella a une envergure de 14 à 18 mm. Les ailes antérieures sont blanchâtres, mais elles sont si fortement recouvertes d'écailles brunâtre sombre et noir bleuâtre qu'elles ont l'air gris foncé à l'œil nu. L'aire basale comporte une bande oblique noirâtre mal définie, et il y a au milieu de l'aile un point ovale noir suivi d'un court espace blanc pur. Au tiers apical, l'aile est traversée par une grande zone transversale noirâtre, bordée du côté externe par une strie blanche en zigzag étroit. Les ailes postérieures sont d'un brun argenté clair, plus foncé vers l'apex.

## Répartition
L'espèce est répandue aux États-Unis (où sa présence est notamment signalée en Californie, dans le Colorado, le Maine et le Montana) et au Canada (signalée dans l'Alberta, le Manitoba et la Saskatchewan).

## Écologie et comportement
Les chenilles se nourrissent de Populus fremontii en repliant une jeune feuille en unissant les bords autour de la marge pour former un sac.